# Entorno de Brasília (tiểu vùng)
Entorno de Brasília là một tiểu vùng thuộc bang Goiás, Brasil. Tiều vùng này có diện tích 38132 km², dân số năm 2007 là 812877 người.